# A.V.C. Vogherese 1919
L'Associazione Sportiva Dilettantistica AVC Vogherese 1919, più semplicemente nota come Vogherese o Voghera, è una società calcistica italiana con sede nella città di Voghera.
Milita in Serie D, quarta divisione del campionato italiano.
Costituita nel 2019 previa ridenominazione dell'OltrepoVoghera, si propone quale continuatrice della tradizione sportiva iniziata il 26 novembre 1919 con la fondazione dell'Associazione Vogherese Calcio e interrottasi nel 2013 con la cessazione dell'attivita dell'Associazione Calcio Voghera.
A livello storico, essa vanta quale miglior risultato tre partecipazioni al campionato di Serie B dell'Alta Italia, ossia la cadetteria; non ha invece mai preso parte alle prime due serie da quando è stato introdotto il girone unico.
Nella stagione 2024-2025 milita in Serie D, quarto livello del campionato italiano di calcio.

## Storia
Già nel 1914 alcuni ragazzi vogheresi capitanati da Carlo Talpone (nato nel 1902) ed Enrico Gamalero avevano fondato una società denominata Associazione Vogherese Calcio: pur avendola affiliata alla F.I.G.C., non l'avevano poi iscritta ad alcun campionato. Non è possibile sapere che tipo di attività là società avesse svolto, ché di tale periodo manca ogni tipo di testimonianza: l'unico reperto documentale conservatosi consiste in una cartolina postale spedita in città da un tesserato richiamato sotto le armi, nella quale chiedeva conto degli ultimi risultati della squadra.
Questo primo esperimento dovette comunque aver vita breve, interrompendosi allo scoppio della prima guerra mondiale. Solo a conflitto concluso, il 26 novembre 1919, un gruppo di appassionati si ritrovò presso la Trattoria Pistone di Voghera, deliberando di ricostituire il club, che di lì a poco giocò la sua prima partita in quel di Broni.
Dopo una decina di campionati tra Seconda e Prima Divisione, la Vogherese nel 1930 arrivò per la prima volta a sfiorare la promozione in Serie B, perdendo tuttavia lo spareggio finale a Piacenza per 3-2. Due anni dopo la società poté fregiarsi di ospitare in città la Nazionale Italiana, che giocò anche un'amichevole contro i rossoneri, vincendola 6-2.
Tra la fine degli anni 1930 e il 1942 la Vogherese si legò a un'importante impresa cittadina produttrice di armamenti, mutando denominazione sociale in Dopolavoro Aziendale V.I.S.A. Il nome storico fu poi ripristinato nel campionato 1942-43.
Tra il 1945 e il 1948 i rossoneri vissero il loro apice calcistico, disputando tre campionati consecutivi in Serie B all’epoca però limitata all’Alta Italia; la retrocessione in Serie C fece però da preludio ad una grave crisi finanziaria, che sul finire degli anni 1950 causò la cessazione delle attività sociali.
La tradizione calcistica vogherese fu così rilevata dalla concittadina Associazione Ragazzi Cairoli, che riuscì a rilevare la denominazione della società fallita e, partendo dalle divisioni dilettantistiche regionali, riuscì ad accedere alla Serie D vincendo la Promozione 1977-1978. Un ulteriore salto di categoria avvenne nel campionato 1980-1981, allorché la "nuova Vogherese" accedette alla Serie C2, militandoci poi fino al 1988-1989.

Logo storico dell'AC Voghera

Seguirono poi alcuni campionati di "spola" tra Serie D e Serie C2, categoria poi definitivamente abbandonata al termine della stagione 1998-1999. Nel 1994 era frattanto stata mutata la ragione sociale in Associazione Calcio Voghera.
Nei successivi 14 campionati di Serie D i rossoneri ebbero alterne fortune: nel 2005 conclusero il campionato al terzo posto e vinsero i play-off (senza però essere ripescati in serie C2), mentre nel 2010 raggiunsero la finale di Coppa Italia di Serie D, perdendola contro il Matera. Da ultimo, al termine della stagione 2012-2013 l'A.C. Voghera (entrato nuovamente in difficoltà finanziarie) rinunciò alla categoria di competenza, cessando di esistere.
Fecero seguito a ciò due campionati di inattività, nel corso dei quali si registrò finanche l'arrivo in città di un nuovo club, l'Oltrepò di Stradella, che con l'avallo dell'amministrazione comunale si trasferì allo stadio Giovanni Parisi mutando la denominazione in OltrepoVoghera. La nuova realtà però non fu mai accettata dalla frangia più calda della tifoseria vogherese.
I colori rossoneri riapparvero solo nella stagione 2015-2016, allorché la fusione di tre squadre minori della città (Nord Voghera, Torrevillese ed Orione Calcio) diede vita ad un nuovo club denominato Associazione Sportiva Dilettantistica Voghera, che pur non disponendo di marchi e/o beni immateriali della vecchia società, si propose quale continuatore della sua tradizione sportiva. Essa debuttò nel campionato locale di Prima Categoria: nel 2017-2018 vinse il campionato, ottenendo l'accesso alla Promozione. L'anno successivo tuttavia, a causa di gravi problemi economici, la prima squadra venne ritirata dal campionato di Promozione dopo il girone d'andata, avviandosi a una nuova cessazione d'attività.
L'ulteriore ripartenza, nell'estate del 2019, fu capeggiata dall'imprenditore milanese Oreste Cavaliere, che rilevò il titolo sportivo dell'OltrepoVoghera (valido per partecipare all'Eccellenza) rifondando la società col nome di Associazione Sportiva Dilettantistica AVC Vogherese 1919, ponendosi così in continuità de facto con tradizione sportiva rossonera. Nella stagione 2022-2023, la formazione guidata da Massimo Giacomotti domina il proprio girone di Eccellenza proprio davanti ai rivali del Pavia e torna in Serie D dopo dieci anni dall'ultima apparizione.

## Colori e simboli

### Colori sociali
Le tinte rosso e nero che connotano il calcio vogherese sono mutuate dallo stemma cittadino e sono in uso fin dal 1919, fatta salva la parentesi bianco-nera tra gli anni 1920 e 1940 (soluzione a sua volta ispirata all'araldica civica); la divisa interna storicamente era caratterizzata da maglia rossa con bordini neri, calzoncini e calzettoni neri; attualmente non ha uno stile specifico, dividendosi tra template palati e soluzioni monocrome con finiture a contrasto. Le divise esterne sono invece tipicamente bianche.

### Stemma
Lo stemma storico della società è costituito dal monogramma AVC a lettere stampatelle intrecciate: da esso sono stati declinati emblemi ovali o a scudetto, completati dalla ragione sociale.

## Statistiche e record

### Partecipazione ai campionati
| Livello | Categoria                       | Partecipazioni | Debutto   | Ultima stagione | Totale |
| ------- | ------------------------------- | -------------- | --------- | --------------- | ------ |
| 2º      | Serie B                         | 2              | 1946-1947 | 1947-1948       | 2      |
| 3º      | Seconda Divisione               | 2              | 1927-1928 | 1928-1929       | 15     |
| 3º      | Prima Divisione                 | 6              | 1929-1930 | 1934-1935       | 15     |
| 3º      | Serie B-C Alta Italia           | 1              | 1945-1946 | 1945-1946       | 15     |
| 3º      | Serie C                         | 6              | 1942-1943 | 1949-1950       | 15     |
| 4º      | Terza Divisione                 | 1              | 1926-1927 | 1926-1927       | 28     |
| 4º      | Promozione                      | 2              | 1950-1951 | 1951-1952       | 28     |
| 4º      | IV Serie                        | 4              | 1952-1953 | 1956-1957       | 28     |
| 4º      | Serie D                         | 9              | 1962-1963 | 2023-2024       | 28     |
| 4º      | Serie C2                        | 12             | 1981-1982 | 1998-1999       | 28     |
| 5º      | Interregionale - 2ª Cat.        | 1              | 1957-1958 | 1957-1958       | 24     |
| 5º      | Serie D                         | 17             | 1978-1979 | 2012-2013       | 24     |
| 5º      | Interregionale                  | 3              | 1989-1990 | 1991-1992       | 24     |
| 5º      | Campionato Nazionale Dilettanti | 3              | 1993-1994 | 1995-1996       | 24     |

## Palmarès

### Competizioni interregionali
- Serie D: 1

1980-1981 (girone A)
- Campionato Nazionale Dilettanti: 2

1992-1993 (girone C), 1995-1996 (girone B)

### Competizioni regionali
- Eccellenza: 1

2022-2023 (girone A)
- Promozione: 2

1953-1954 (girone E), 1977-1978 (girone D)
- Prima Categoria: 3

1961-1962 (girone B), 1974-1975 (girone E), 2017-2018 (girone M)
- Prima Divisione: 1

1941-1942
- Seconda Divisione: 1

1928-1929 (girone A)
- Campionato italiano di terza divisione: 1

1926-1927

### Altri piazzamenti
- Scudetto Dilettanti:

Secondo posto: 1992-1993
- Coppa Italia Serie D:

Finalista: 2009-2010
Semifinalista: 2003-2004, 2005-2006

## Tifoseria

### Storia
Il movimento ultras al seguito del Voghera nasce nel 1974, allorché un gruppo di ragazzi si organizzano nel collettivo Brigate Rossonere (ispirandosi all'omonimo gruppo di supporter del Milan). Due anni dopo, nel 1976, il gruppo cambia nome in Fighters.
Nel 1978 ad essi si affianca la compagine Hell's Eagles: nel 1981 i due gruppi si fondono sotto la denominazione Ultras Voghera.
Al suddetto gruppo guida nel corso degli anni si affiancano alcune formazioni minori, scioltesi in un breve lasso di tempo: negli anni 1980 arrivano gli Skins, seguiti negli anni 1990 da Menti Perdute ed Alculisà; da ultimi, tra fine anni 1990 e primi anni 2000, si costituiscono i Rude Boys.
A tutto il Terzo millennio agli Ultras Voghera si affiancano i Voghera Firm (collettivo formato da ragazzi particolarmente giovani) e i Vecchia Guardia 1974 (di età più avanzata).
Nel 2015 la tifoseria cambia il nome in Gradinata Nord Voghera, composta dai gruppi Vecchia Guardia 1974 e Teste Matte 1988. Da qualche anno si sono aggiunti i gruppi dei Fedelissimi Sergio Vigna, Ultras Girls, Sezione Medellín, Death Brigade e Gioventù Vogherese, quest’ultimo gruppo nato nel 2024.
Al di fuori del comune di appartenenza, club di tifosi rossoneri si sono formati a Torricella Verzate, Milano, Rivanazzano e in Brianza.

### Gemellaggi e rivalità
La curva vogherese intrattiene gemellaggi con le tifoserie organizzate di Savona, Olbia, Mottese, Pallacanestro Broni (pallacanestro femminile) e con il gruppo Lions Supporters del Derthona.
Rapporti di rivalità sussistono con i supporters di Pavia, Sant'Angelo, Alessandria, Casale, Pro Patria, Varese, Biellese, Novara, Sanremese e Albenga, queste ultime due per i rapporti di rivalità con Savona.